# خورخي مانويل لوبيز
خورخي مانويل لوبيز (بالإسبانية: Jorge Manuel López)‏ هو قسيس أرجنتيني، ولد في 5 يونيو 1918، وتوفي في 22 ديسمبر 2006.